# Sagamichthys
Sagamichthys är ett släkte av fiskar. Sagamichthys ingår i familjen Platytroctidae.
Kladogram enligt Catalogue of Life:
| Sagamichthys | \| \| Sagamichthys abei \| \| \| \| \| \| Sagamichthys gracilis \| \| \| \| \| \| Sagamichthys schnakenbecki \| \| \| \| |
|              | \| \| Sagamichthys abei \| \| \| \| \| \| Sagamichthys gracilis \| \| \| \| \| \| Sagamichthys schnakenbecki \| \| \| \| |
|              | Barbantus |
|              | |
|              | Holtbyrnia |
|              | |
|              | Matsuichthys |
|              | |
|              | Maulisia |
|              | |
|              | Mentodus |
|              | |
|              | Mirorictus |
|              | |
|              | Normichthys |
|              | |
|              | Pectinantus |
|              | |
|              | Persparsia |
|              | |
|              | Platytroctes |
|              | |
|              | Searsia |
|              | |
|              | Searsioides |
|              | |
|              | Sagamichthys abei |
|              | |
|              | Sagamichthys gracilis |
|              | |
|              | Sagamichthys schnakenbecki                                                                                               |
|              | |

|  | Sagamichthys abei          |
|  |                            |
|  | Sagamichthys gracilis      |
|  |                            |
|  | Sagamichthys schnakenbecki |
|  |                            |